# Nicolas Hamilton

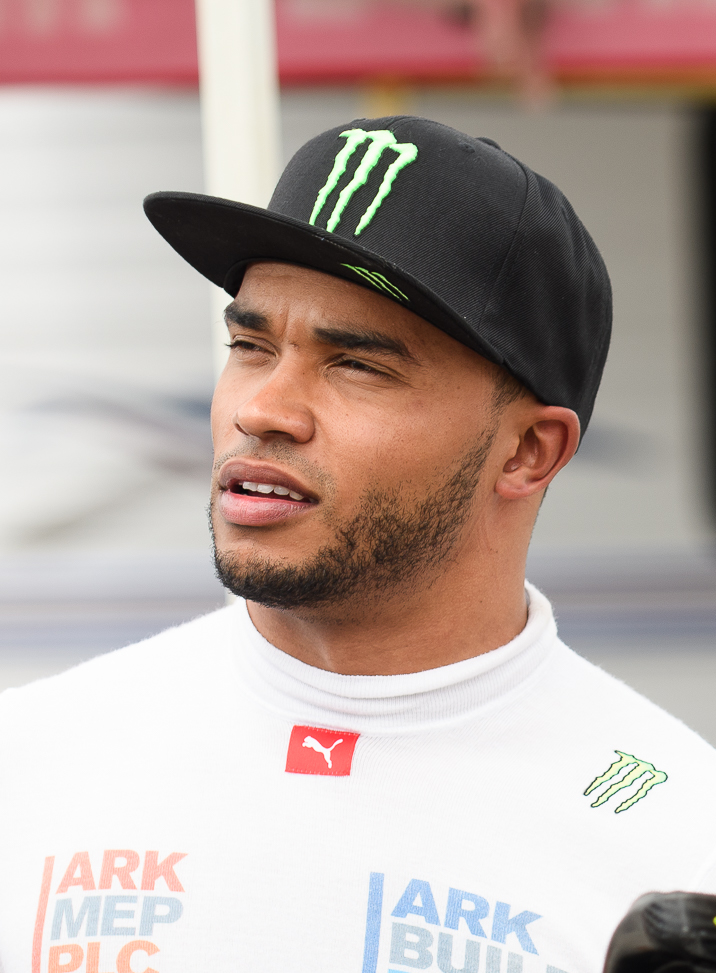
Nicolas Hamilton

Nicolas Carl Hamilton (* 28. März 1992 in Stevenage) ist ein britischer Automobilrennfahrer und Halbbruder von Formel-1-Weltmeister Lewis Hamilton.

## Karriere
Mit sieben Jahren stieg Nicolas Hamilton erstmals in ein Kart. Sein Debüt als Rennfahrer bestritt er schließlich 2011 im Renault Clio-Cup in Großbritannien, als Fahrer für Total Control Racing. 2013 fuhr er mit einem SEAT León Supercopa für Baporo Motorsport im European Touring Car Cup.
2015 schloss Hamilton einen Vertrag mit AmD Tuning und fuhr mit seinem Audi S3 die ersten fünf Runden in der British Touring Car Championship (BTCC). Er wurde damit der erste Rennfahrer mit Behinderung, der in einem Rennen dieser Rennserie teilnahm. Vier Jahre später fuhr Hamilton seine erste komplette BTCC-Saison. Am 21. Februar 2020 wurde Hamilton als vierter Team-HARD-Fahrer im Volkswagen CC bestätigt. Im letzten Rennen in Brands Hatch holte Hamilton seinen ersten BTCC-Punkt, nachdem er das Rennen auf Platz 15 beendet hatte.